# Rebeldes (grupo musical brasileño)
Rebeldes fue un grupo musical brasileño, surgido en la telenovela brasileña Rebelde, producida por RecordTV en asociación con la empresa mexicana Televisa y transmitida por la primera. En la trama, los seis personajes principales — Alice, Carla, Diego, Pedro, Roberta y Tomás — forman una banda ficticia, y los seis actores que interpretan a estos personajes — respectivamente, Sophia Abrahão, Mel Fronckowiak, Arthur Aguiar, Micael Borges, Lua Blanco y Chay Suede, pasaron a actuar como una banda real.
La banda lanzó el primer álbum de su carrera, con el mismo nombre del conjunto, el 30 de septiembre de 2011 por la discográfica EMI Music, en asociación con Record Entretenimento, y alcanzó la tercera colocación de la parada musical oficial de Brasil, la CD - TOP 20 Semanal, por dos semanas consecutivas, además del primer sencillo del disco, "Do Jeito Que Eu Sou", haber alcanzado la décima-quinta y décima primera posiciones en las paradas Hot 100 y Hot Pop, de la Billboard Brasil, respectivamente. El 11 de abril de 2012, el sexteto lanzó su primer álbum en vivo y álbum de vídeo, titulado Rebeldes Ao Vivo, grabado durante shows en São Paulo para 7000 personas. La telenovela tuvo su último capítulo en octubre de 2012. La banda acabó después de la gira de despedida "Rebeldes para Sempre".

## Biografía

### 2010-2011: Formación y primer álbum
El cantante Chay Suede participó en la quinta temporada del reality show brasileño Ídolos y, luego de ser eliminado del programa, en septiembre de 2010, ya era considerado para integrar el elenco de la telenovela, en razón de su popularidad ante el público. Sólo a finales de octubre se anunciaron los actores que interpretar a los protagonistas y formar la banda.
La banda brasileña NX Zero tuvo gran participación en la producción del álbum. La canción de apertura, grabada por los seis protagonistas el 14 de marzo de 2011, fue compuesta por Di Ferrero, vocalista de la banda, el guitarrista Gee Rocha y el productor Rick Bonadio compusieron también canciones que fueron incluidas en el primer álbum de la banda, lanzado el 23 de septiembre de 2011. "Do Jeito Que Eu Sou" fue lanzada como sencillo del álbum, además de una versión acústica, originalmente incluida en el álbum Rebeldes como pista extra. El 6 de noviembre de 2011, en el escenario del Programa do Gugu, la banda ganó su primer disco de oro, correspondiente a la marca de 50 mil copias vendidas del álbum Rebeldes, certificado por la Asociación Brasileña de los Productores de Discos (ABPD). Los integrantes dijeron soñar con una gira nacional, ya que sus familiares y amigos nunca asistieron a un concierto de la banda. Una gira se inició en Porto Alegre, en octubre de 2011, con un show que tuvo participación de la cantante Manu Gavassi. La gira se realizó con el título de Rebeldes Teen Festival. Actualmente, el álbum ya vendió aproximadamente 240 mil copias y está certificado con disco de platino.

### 2012-2013: Primer DVD y segundo álbum
En marzo de 2012, la banda anunció el primer CD y DVD en vivo, lanzado el 7 de abril de 2012 y titulado como Rebeldes Ao Vivo. El álbum alcanzó la quinta posición en el Top 10, recibiendo así su segundo disco de oro por 65 mil copias, mientras que el DVD recibió el DVD de Platino por la venta equivalente a más de 90 mil copias. El 7 de abril, la banda lanzó el sencillo promocional Nada Pode Nos Parar para la divulgación del álbum y DVD. En junio, la canción Depois da Chuva fue lanzada como tercer sencillo oficial del álbum Rebeldes, con un videoclip en vivo retirado del primer DVD de la banda.
En septiembre de 2012, la banda lanzó, en el Programa do Gugu, el primer sencillo del segundo álbum, "Liberdade Consciente", en la que tiene el ritmo de reguetón, estilo de música poco conocido en Brasil. En septiembre, otro sencillo fue lanzado: la canción "Meu Jeito, Seu Jeito", interpretada por Lua Blanco. El nombre del segundo álbum de la banda también es Meu Jeito, Seu Jeito. El CD, aún en preventa, vendió 25 mil copias. En total vendió cerca de 80 mil copias.
En marzo de 2013, tras mucha polémica y rumores, Arthur Aguiar usó su Instagram para esclarecer su "salida" del Rebeldes. Arthur contó que está dejando al grupo para dedicarse al "F.U.S.C.A." y a la telenovela Dona Xepa y que va a estar presente en los shows que ya están programados, pero el último (y único) show que sería sin la presencia de Arthur fue cancelado. Por lo tanto, la banda siguió hasta el final con su formación original.
El grupo grabó un DVD el 30 de septiembre de 2012 en la Cidade Folia, en Belém do Pará, pero por razones desconocidas acabó no siendo lanzado. El último show del grupo tuvo lugar el 4 de mayo de 2013 en Belo Horizonte.

## Apodos rebeldes
- Chay Suede es llamado de Azeitona.
- Lua Blanco es llamada de Miojinho.
- Mel Fronckowiak es llamada de Pimentinha.
- Micael Borges es llamado de Chocolate Preto.
- Sophia Abrahão es llamada de Chocolate Branco.
- Arthur Aguiar es llamado de Biscoitinho.

## Discografía
- Rebeldes (2011)
- Meu Jeito, Seu Jeito[1] (2012)

## Tours
- 2011/2012: Tour Rebeldes
- 2012: Tour Nada Pode Nos Parar
- 2012: Tour Asepxia Rebeldes
- 2012/2013: Tour Rebeldes Para Sempre

## Premios y nominaciones
| Año  | Premio                  | Categoría               | Nominación          | Resultado |
| ---- | ----------------------- | ----------------------- | ------------------- | --------- |
| 2011 | Prêmio Extra de TV      | Melhor Tema Musical     | Rebelde Para Sempre | Indicado  |
| 2011 | Prêmio Extra de TV      | Melhor Figurino         | Margareth Boury     | Indicado  |
| 2011 | Capricho Awards         | Banda Nacional          | Rebeldes            | Ganó      |
| 2011 | Capricho Awards         | Cantora Nacional        | Lua Blanco          | Ganó      |
| 2011 | Capricho Awards         | Cantor Nacional         | Arthur Aguiar       | Ganó      |
| 2012 | Troféu Imprensa         | Melhor Conjunto Musical | Rebeldes            | Indicado  |
| 2012 | Troféu Internet         | Melhor Conjunto Musical | Rebeldes            | Ganó      |
| 2012 | Prêmio Jovem Brasileiro | Melhor Banda            | Rebeldes            | Ganó      |
| 2012 | Prêmio Jovem Brasileiro | Melhor Cantora Jovem    | Mel Fronckowiak     | Ganó      |
| 2012 | Prêmio Jovem Brasileiro | Melhor Cantor Jovem     | Chay Suede          | Ganó      |
| 2012 | Meus Prêmios Nick       | Revelação Musical       | Rebeldes            | Indicado  |
| 2012 | Capricho Awards         | Banda Nacional          | Rebeldes            | Ganó      |
| 2012 | Capricho Awards         | Cantora Nacional        | Lua Blanco          | Ganó      |
| 2012 | Capricho Awards         | Cantor Nacional         | Chay Suede          | Ganó      |
| 2013 | Capricho Awards         | Cantor Nacional         | Chay Suede          | Indicado  |
| 2013 | Trans Brasil TV         | Melhor Cantora          | Lua Blanco          | Ganó      |